# FMI Air
FMI Air — авиакомпания Мьянмы со штаб-квартирой в Янгоне, работающая в сфере регулярных и чартерных пассажирских перевозок по внутренним маршрутам. Портом приписки авиакомпании и её главным транзитным узлом (хабом) является международный аэропорт Янгон.

## Общие сведения
FMI Air была основана в 2012 году и начала операционную деятельность в сентябре того же года с выполнения полётов из Янгона на самолёте ATR 42.
По состоянию на декабрь 2015 года компания выполняет 19 регулярных рейсов в неделю из столицы Мьянмы и более 20 еженедельных чартерных рейсов по другим аэропортам страны.

## Маршрутная сеть
В декабре 2015 года маршрутная сеть регулярных перевозок авиакомпании FMI Air охватывала следующие пункты назначения:
- Мьянма
  - округ Мандалай
    - Мандалай — международный аэропорт Мандалай
    - Нейпьидо — международный аэропорт Нейпьидо

  - штат Ракхайн
    - Ситуэ — аэропорт Ситуэ

  - округ Янгон
    - Янгон — международный аэропорт Янгон — хаб

## Флот
В октябре 2015 года воздушный флот авиакомпании FMI Air составляли следующие самолёты: